# Георги Мустаков
Георги Мустаков Планински е български революционер, деец на Вътрешната македоно-одринска революционна организация и Върховния македоно-одрински комитет.

## Биография
Георги Мустаков е роден в 1876 година в косовския град Прищина. Изселва се в Скопие. Присъединява се към ВМОРО и в 1897 година е арестуван при Винишката афера и е осъден на една година затвор. След излизането си от затвора става нелегален и в 1902 година е четник на върховистката чета на Стефан Попгеоргиев. Сражава се при Истибаня и на Плачковица.
При избухването на Балканската война в 1912 година е доброволец в Македоно-одринското опълчение и служи в четата на дякон Евстатий Шкорнов, с която се сражава при Съботско.
На 16 март 1943 година, като жител на София, подава молба за българска народна пенсия, която е одобрена и пенсията е отпусната от Министерския съвет на Царство България.